# Пожар (фильм)
«Пожар» (англ. Fire!, 1901) — английский  немой короткометражный художественный фильм Джеймса Уильямсона.

Кадр из фильма «Пожар»

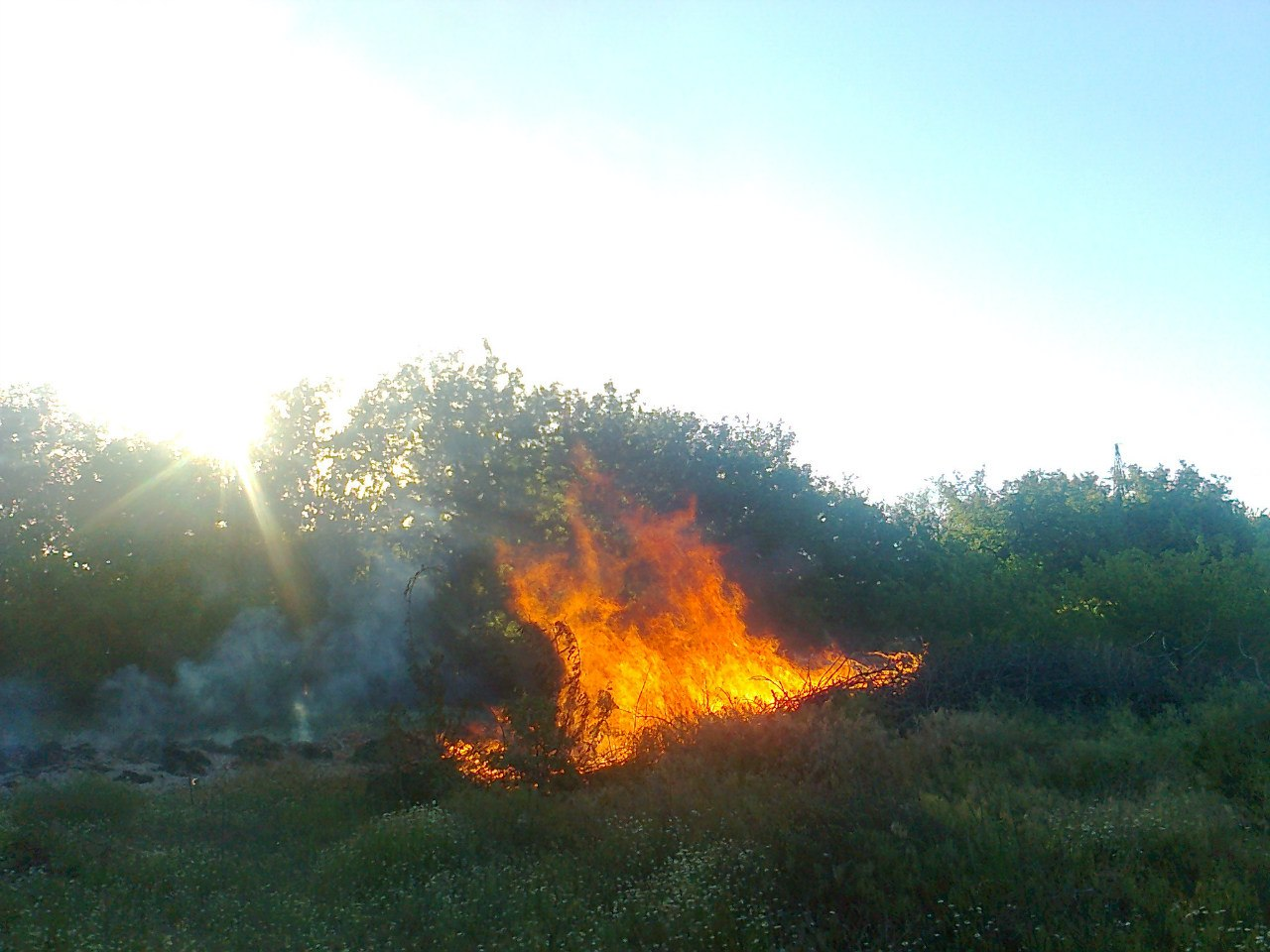
Кадр из фильма «Пожар»

## Сюжет
Фильм состоит из пяти сцен.
В первой сцене, полицейский, стоя на посту, замечает в необитаемой части жилого дома пожар. Он пытается открыть дверь и свистит. Затем бросается вызывать пожарных.
Вторая сцена показывает казармы пожарных. Полицейский стучит в дверь казармы, дергает за звонок. Пожарные открывают и он рассказывает о происшествии. Пожарные одеваются, запрягают лошадей в повозку с насосом и уезжают галопом.
В третьей сцене показана мчащаяся повозка с насосом и лестницей.
Четвёртая сцена. Спальня, наполненная дымом. Человек, проснувшись, вскакивает с постели и выливает кувшин воды на огонь. Он бросается к двери, но пламя преграждает ему путь. В это время вспыхивают шторы. Он закутывает голову ночной рубашкой. В это время пожарный разбивает окно и тушит огонь, берет его на плечи и несет к окну.
В пятой сцене пожарный спускается по лестнице. Другой пожарный заворачивает пострадавшего в плащ. Спасенный указывает, где ещё есть люди. Пожарный спасает ребёнка. Это сын пострадавшего. Ещё одного человека спасают при помощи спасательной сетки.

## Художественные особенности
Чтобы усилить эффект, некоторые части фильма окрашивались в красный цвет.

## Интересные факты
- Этот фильм лег в основу фильма Эдвина Портера «Жизнь американского пожарного».